# 錯體䱵屬
錯體䱵屬（學名：Mendosoma）為日鱸目婢䱵科一屬。

## 分類
本屬目前有3個物種，如下：
- 錯體䱵 Mendosoma lineata Guichenot, 1848
- 蔚藍錯體䱵 Mendosoma caerulescens Guichenot, 1848
- 費爾南德斯錯體䱵 Mendosoma fernandezianus Guichenot, 1848

除了模式種，另兩種的有效性一直存疑，因此本屬可能是個單型屬。